# بوب كينيدي (لاعب كرة قدم أمريكية)
بوب كينيدي (بالإنجليزية: Bob Kennedy)‏ هو لاعب كرة قدم أمريكية أمريكي، ولد في 16 سبتمبر 1928 في Weehawken, New Jersey ‏ في الولايات المتحدة، وتوفي في 5 يوليو 1991 في Richwood, New Jersey ‏ في الولايات المتحدة.

## وصلات خارجية
- بوب كينيدي على موقع مرجع كرة القدم المحترفة.كوم (الإنجليزية)